# WTA Lyon Open 2023
WTA Lyon Open 2023, oficiálně Open 6ème Sens — Métropole de Lyon 2023, byl tenisový turnaj hraný jako součást ženského okruhu WTA Tour na dvorcích s tvrdým povrchem v Palais des Sports de Gerland. Čtvrtý ročník Lyon Open probíhal mezi 30. lednem až 5. únorem 2023 ve francouzském Lyonu.
Turnaj dotovaný 225 480 eury patřil do kategorie WTA 250. Nejvýše nasazenou singlistkou se stala pátá tenistka světa Caroline Garciaová z Francie. Jako poslední přímá účastnice do dvouhry nastoupila maďarská 88. hráčka žebříčku Dalma Gálfiová. V důsledku invaze Ruska na Ukrajinu na konci února 2022 řídící organizace tenisu ATP, WTA a ITF s grandslamy rozhodly, že ruští a běloruští tenisté mohli dále na okruzích startovat, ale do odvolání nikoli pod vlajkami Ruska a Běloruska.
Premiérový singlový titul na okruhu WTA Tour vyhrála 22letá Američanka Alycia Parksová. Čtyřhru ovládla španělsko-nizozemská dvojice Cristina Bucșová a Bibiane Schoofsová, jejíž členky získaly první společnou trofej.

## Rozdělení bodů a finančních odměn

### Rozdělení bodů
| Soutěž  | Soutěž      | vítězky | finalistky | semifinalistky | čtvrtfinalistky | 16 v kole | 32 v kole | Q  | Q2 | Q1 |
| ------- | ----------- | ------- | ---------- | -------------- | --------------- | --------- | --------- | -- | -- | -- |
| dvouhra | [ 1 ] [ 6 ] | 280     | 180        | 110            | 60              | 30        | 1         | 18 | 12 | 1  |
| čtyřhra | [ 7 ]       | 280     | 180        | 110            | 60              | 1         | —         | —  | —  | —  |

### Finanční odměny
| Soutěž                                | Soutěž      | vítězky  | finalistky | semifinalistky | čtvrtfinalistky | 16 v kole | 32 v kole | Q2      | Q1      |
| ------------------------------------- | ----------- | -------- | ---------- | -------------- | --------------- | --------- | --------- | ------- | ------- |
| dvouhra                               | [ 1 ] [ 6 ] | 29 760 € | 17 590 €   | 9 810 €        | 5 580 €         | 3 410 €   | 2 438 €   | 1 804 € | 1 164 € |
| čtyřhra                               | [ 7 ]       | 10 820 € | 6 090 €    | 3 504 €        | 2 086 €         | 1 606 €   | —         | —       | —       |
| částka ve čtyřhrách je uvedena na pár |             |          |            |                |                 |           |           |         |         |

## Ženská dvouhra

### Nasazení
| Stát                          | Hráčka                | WTA | Nasazení |
| ----------------------------- | --------------------- | --- | -------- |
| Francie                       | Caroline Garciaová    | 4.  | 1.       |
| Čína                          | Čang Šuaj             | 22. | 2.       |
| Francie                       | Alizé Cornetová       | 34. | 3.       |
| Chorvatsko                    | Petra Martićová       | 37. | 4.       |
|                               | Anastasija Potapovová | 44. | 5.       |
| Egypt                         | Majar Šarífová        | 54. | 6.       |
| Černá Hora                    | Danka Kovinićová      | 55. | 7.       |
|                               | Anna Blinkovová       | 60. | 8.       |
| Žebříček WTA k 16. lednu 2023 |                       |     |          |

### Jiné formy účasti
Následující hráčky obdržely divokou kartu do hlavní soutěže:
- Olivia Gadecká
- Talia Gibsonová
- Sofia Keninová
- Sloane Stephensová

Následující hráčka obdržela zvláštní výjimku: 
- Ysaline Bonaventureová

Následující hráčky nastoupily pod žebříčkovou ochranou: 
- Clara Burelová
- Kristina Mladenovicová
- Garbiñe Muguruzaová[2]

Následující hráčky si zajistily postup do hlavní soutěže v kvalifikaci:
- Erika Andrejevová
- Marina Bassolsová Riberová
- Olga Danilovićová
- Ana Konjuhová
- Rebeka Masárová
- Linda Nosková

### Odhlášení
před zahájením turnaje
- Sorana Cîrsteaová → nahradila ji  Alycia Parksová
- Anhelina Kalininová → nahradila ji  Camila Osoriová
- Ljudmila Samsonovová → nahradila ji  Viktorija Golubicová
- Jil Teichmannová → nahradila ji  Tamara Korpatschová
- Martina Trevisanová → nahradila ji  Maryna Zanevská
- Donna Vekićová → nahradila ji  Julia Grabherová

## Ženská čtyřhra

### Nasazení
| Stát                                                                      | Hráčka               | Stát     | Hráčka               | WTA  | Nasazení |
| ------------------------------------------------------------------------- | -------------------- | -------- | -------------------- | ---- | -------- |
| USA                                                                       | Alycia Parksová      | Čína     | Čang Šuaj            | 93.  | 1.       |
| Ukrajina                                                                  | Nadija Kičenoková    | Japonsko | Makoto Ninomijová    | 123. | 2.       |
| Spojené království                                                        | Alicia Barnettová    | Gruzie   | Natela Dzalamidzeová | 127. | 3.       |
| Švýcarsko                                                                 | Viktorija Golubicová | Rumunsko | Monica Niculescuová  | 147. | 4.       |
| Žebříček WTA k 16. lednu 2023; číslo je součtem umístění obou členek páru |                      |          |                      |      |          |

### Jiné formy účasti
Následující páry obdržely do čtyřhry divokou kartu:
- Madison Brengleová /  Amandine Hesseová
- Alena Fominová-Klotzová /  Elsa Jacquemotová

### Odhlášení
před zahájením turnaje
- Anastasia Dețiuc /  Oxana Kalašnikovová → nahradily je  Anastasia Dețiuc /  Jesika Malečková
- Miriam Kolodziejová /  Viktória Kužmová → nahradily je  Jessika Ponchetová /  Renata Voráčová

## Přehled finále

### Ženská dvouhra
- Alycia Parksová vs.   Caroline Garciaová, 7–6(9–7), 7–5

### Ženská čtyřhra
- Cristina Bucșová /  Bibiane Schoofsová vs.  Olga Danilovićová /   Alexandra Panovová, 7–6(7–5), 6–3